# 草津城
草津城（くさつじょう）は、広島県広島市西区草津地区にあった日本の城（山城）。創建時ははっきりしていないが、戦国時代、安芸武田氏、大内氏、厳島神社神主家（佐伯氏→藤原氏）、陶氏、毛利氏が競って奪い合った城である。神武天皇期、草津の港を戦津（いくさつ）と呼んで、古代から水軍、水運などの重要拠点としたため、戦国時代になってさらに重要性が増した。

## 支配変遷
戦国時代には、当初、厳島神社神主家（藤原氏）配下の神領衆・羽仁氏が居城したが、その後安芸守護家たる武田氏、ついで大内氏・陶氏の勢力圏に入った。1554年（天文23年）、毛利氏は無血で城番の羽仁有繁を追い落としこの城を支配下に収めた（防芸引分）。

## 毛利氏以降
毛利氏は水軍の将である重臣・児玉氏を草津城代に配置、児玉就方、児玉就英と続く。児玉氏支配下で城の南に位置する草津湊は広島湾を警護する毛利水軍の基地となり、草津の町も大いに繁栄した。
しかし関ヶ原の戦いによる毛利氏の防長移封後、福島正則が広島城主となると、正則は草津城下の山陽道に大門をつくり、広島の西の関所とし、草津城を壊したとされている。
その後､宮本氏が拝領し第二次世界大戦終結後まで宮本氏の屋敷が置かれた｡しかしその過程で山陽本線や宮島線の開通にともない城址は用地買収に遭っている｡

## 現在の草津城
現在はJR山陽本線と広島電鉄宮島線で三分割されている。
宮島線から国道2号線までの山裾先端を､今でも城山と呼んでいるが､現在は宮本氏から手が離れ､丘の上の住宅街と化している｡なお『草津城址』の石碑が前述の三分割されたいちばん山側の山頂付近に建立されている。